# Tasmanoonops oranus
Espèce
Tasmanoonops oranus est une espèce d'araignées aranéomorphes de la famille des Orsolobidae.

## Distribution
Cette espèce est endémique du Victoria en Australie. Elle se rencontre vers Warburton.

## Description
La femelle holotype mesure 4,21 mm.

## Publication originale
- Forster & Platnick, 1985 : A review of the austral spider family Orsolobidae (Arachnida, Araneae), with notes on the superfamily Dysderoidea. Bulletin of the American Museum of Natural History, no 181, p. 1-229 (texte intégral).